# Mokra, Bela Palanka
Mokra (izvirno srbsko Мокра) je naselje v Srbiji, ki upravno spada pod Občino Bela Palanka; slednja pa je del Pirotskega upravnega okraja.

## Demografija
V naselju živi 274 polnoletnih prebivalcev, pri čemer je njihova povprečna starost 52,2 let (51,9 pri moških in 52,4 pri ženskah). Naselje ima 143 gospodinjstev, pri čemer je povprečno število članov na gospodinjstvo 2,20.
To naselje je, glede na rezultate popisa iz leta 2002, večinoma srbsko, a v času zadnjih treh popisov je opazno zmanjšanje števila prebivalcev.
|  |

| Demografija | Demografija     | Demografija     |
| Leto        | Št. prebivalcev | Št. prebivalcev |
| ----------- | --------------- | --------------- |
|             |                 |                 |
|             |                 |                 |
|             |                 |                 |
|             |                 |                 |
| 1948        | 1481            |                 |
| 1953        | 1431            |                 |
| 1961        | 1082            |                 |
| 1971        | 714             |                 |
| 1981        | 555             |                 |
| 1991        | 402             | 401             |
| 2002        | 316             | 315             |
|             |                 |                 |

| Etnična sestava po popisu iz leta 2002 | Etnična sestava po popisu iz leta 2002 | Etnična sestava po popisu iz leta 2002 | Etnična sestava po popisu iz leta 2002 | Etnična sestava po popisu iz leta 2002 |
| -------------------------------------- | -------------------------------------- | -------------------------------------- | -------------------------------------- | -------------------------------------- |
| Srbi                                   | Srbi                                   |                                        | 275                                    | 87,30%                                 |
| Romi                                   | Romi                                   |                                        | 37                                     | 11,74%                                 |
| Hrvati                                 | Hrvati                                 |                                        | 1                                      | 0,31%                                  |
| Bolgari                                | Bolgari                                |                                        | 1                                      | 0,31%                                  |
| Neznano                                | Neznano                                |                                        | 1                                      | 0,31%                                  |